# جينيفيف فوغن
جينيفيف فوغن (بالإنجليزية: Genevieve Vaughan)‏ هي فيلسوفة أمريكية، ولدت في 21 نوفمبر 1939.